# Drăgolești, Argeș
Drăgolești este un sat în comuna Cotmeana din județul Argeș, Muntenia, România. Se află la 151 km de București și la 33 km distanță de reședința de județ, Pitești. Satul este dispus pe axa NV-SE, are o lungime de aproximativ 2 km și este traversat de Drumul Județean 704E.
Printre activitățile specifice zonei se numără creșterea animalelor, pomicultura, exploatarea și prelucrarea lemnului și agricultura.

Sărbătoarea locală este Hramul Bisericii Drăgolești – Sărbătoarea de Sfânta Maria (Nașterea Maicii Domnului) din 8 septembrie, ocazie cu care se organizează un praznic pentru enoriași.